# Jane Welsh Carlyle

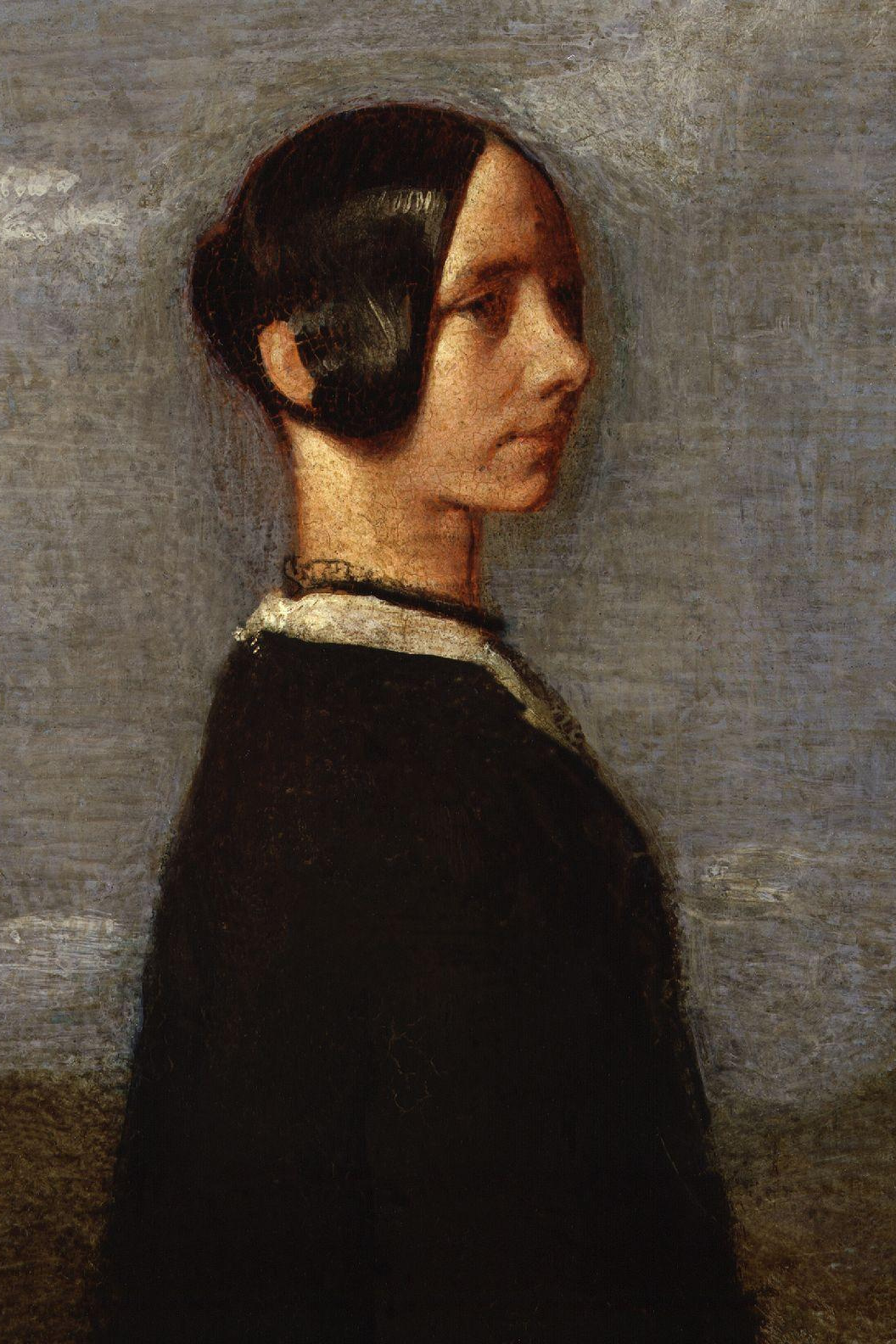
Porträt von Jane Carlyle, ca. 1852

Jane Welsh Carlyle (geboren am 14. Juli 1801 in Haddington, Schottland; gestorben am 21. April 1866 in London, Hyde Park) war Schriftstellerin und die Frau des Historikers und Essayisten Thomas Carlyle. Sie erlangte Berühmtheit als Salonnière sowie durch ihre postum veröffentlichte Briefkorrespondenz und ihre Tagebücher. Letztere geben tiefe Einblicke in die Führung eines typischen viktorianischen Haushaltes. Die Historikerin Judith Flanders griff beispielsweise wiederholt in ihrer Sozialgeschichte des viktorianischen Haushalts auf Jane Carlyles Tagebücher und Briefe zurück, um sie als typisches Beispiel zu zitieren. Als Briefeschreiberin ist sie bekannt für den Witz und die scharfe Beobachtungsgabe; ihr geschliffenes Englisch gilt als häufig eleganter als das ihres Ehemannes, der durch Schreiben seinen Unterhalt verdiente.

## Leben
Sie wurde als Jane Baillie Welsh in eine wohlhabende Familie geboren. Ihr Vater war Arzt. Als Jugendliche pflegte sie eine tiefgehende, lange Romanze zu ihrem Lehrer Edward Irving, der 1823 jedoch seine langjährige Verlobte heiratete, nachdem er von deren Verwandtschaft unter Druck gesetzt worden war. Über Irving lernte sie bereits 1821 den Schriftsteller Thomas Carlyle kennen, den sie 1826 heiratete. Kolportiert wird, dass die Hochzeitsnacht ein Debakel war. Quelle des Gerüchts ist vor allem die Romanautorin Geraldine Jewsbury, mit der Jane Carlyle sich später eng anfreundete und der sie sich anvertraute.
Die Ehe war reich an gegenseitiger intellektueller Inspiration, aber auch starken Spannungen; Carlyle vernachlässigte seine geliebte Frau oft zugunsten seiner Karriere. Von Samuel Butler ist der Ausspruch überliefert, es habe Gott in seiner Güte die Carlyles einander heiraten lassen, sodass nur zwei anstatt vier Menschen unglücklich wurden. Thomas Carlyle rühmte in einem Brief an sie: Dein schönes Gesicht – und Deine böse Zunge.
Im Haushalt der Carlyles verkehrten zahlreiche Berühmtheiten der Zeit, darunter Charles Dickens, William Makepeace Thackeray, Giuseppe Mazzini, Erasmus Alvey Darwin (1804–1881, Bruder von Charles Darwin) und Frédéric Chopin. Jane Carlyle nahm regen Anteil am Wirken ihres Mannes, von dem sie deutsch lernte. Sie übersetzte die Volksmährchen der Deutschen von Johann Karl August Musäus ins Englische. Ebenso korrespondierte sie mit Familie und Freunden auf hohem Niveau.
Nach ihrem Tod erst erkannte Carlyle bei der Lektüre ihres Tagebuchs seine eigenen Versäumnisse gegenüber seiner Frau und veröffentlichte Briefwechsel, Tagebücher sowie seine eigenen Erinnerungen an sie.

## Lebensführung
Die Ehe der Carlyles blieb kinderlos. Sie lebten von 1834 bis zu Jane Carlyles Tod 1866 in einem der typischen Reihenhäuser der Mittelschicht am Cheyne Walk in dem Londoner Stadtteil Chelsea und beschäftigten in der Regel dort nicht mehr als ein Dienstmädchen. Die Suche nach einem geeigneten Dienstmädchen spielte im Leben von Jane Carlyle immer wieder eine große Rolle: In den 32 Jahren, die sie am Cheyne Walk lebte, beschäftigte das Ehepaar 34 verschiedene Dienstmädchen, dabei sind die Personen nicht mitgezählt, die sie aushilfsweise einstellte, wenn sie sich nach einem neuen Dienstmädchen umsah. Das Dienstmädchen schlief in der Küche, und als das Ehepaar 1834 an den Cheyne Walk zog, hielt Jane Carlyle fest, dass ihr Haus unter all ihren Bekannten das einzige sei, das frei von Bettwanzen sei. Bis 1843 gelang es ihr, ihr Haus von Bettwanzen frei zu halten, dann jedoch wurden im Bett ihres Dienstmädchens, das in der Küche stand, Bettwanzen gefunden:

„Ich leerte einige zwanzig Eimer Wasser auf dem Küchenboden aus, um auch die zu ertränken, die sich zu retten versuchten. Nachdem wir alle [Bettwanzen] getötet hatten, die wir finden konnten, warfen wir jedes Teil des Bettes in eine Badewanne voll Wasser und trugen diese in den Garten, wo wir diese für zwei Tage stehen ließen.... dann behandelte ich alles mit Desinfektionsmittel, wusch alle Vorhänge und ließ sie erst einmal wegräumen..“

Die radikalen Maßnahmen hatten Erfolg, die Bettwanzen schienen beseitigt zu sein. Zehn Jahre später trat dasselbe Problem auf, worauf Jane Carlyle das hölzerne Bett verkaufte und für das Dienstmädchen ein eisernes kaufte. Wenige Jahre später klagte ihr Ehemann, der nach dem viktorianischen Ideal in einem anderen Raum schlief, dass er des Nachts ebenfalls von Bettwanzen gebissen worden sei; sie schrieb:

„Obwohl in einer Außenwelt voller Ungeziefer lebend, hatte ich mich vollständig von der Sorge befreit, dass sie in meinem eigenen Haus auftauchten, war es mir doch gelungen, über so viele Jahre [mein Haus] von solchen Scheußlichkeiten frei zu halten. Aber das einfachste Vorgehen war sicherlich, sein Bett sorgfältig zu untersuchen [...] anstatt mit ihm über die Haltlosigkeit eines solchen Verdachts zu diskutieren. Mit ein wenig verletzten Gefühlen  nahm ich seine Decken und Kissen auseinander. Aber da plötzlich musste ich inne halten: Ich sah etwas stecknadelkopf-großes und ein kalter Schauer lief über mich. So sicher, wie ich lebte, war dies eine junge Bettwanze! Und.... so klein wie diese Wanze war, so musste sie doch Eltern haben -- vielleicht sogar Großväter und Großmütter...“

Die finanziellen Mittel des Ehepaares waren zunächst begrenzt. Dies änderte sich etwas, als Thomas Carlyle 1837 seine Geschichte der französischen Revolution veröffentlichte.
Jane Carlyles Lebensführung widerspricht der Fiktion, dass eine Bürgerliche der Mittelschicht auf Grund der von ihr beschäftigten Dienstboten keine oder nur sehr wenig Hausarbeit leistete. Jane Carlyle arbeitete in der Regel mit ihrem Dienstmädchen zusammen. Ihr Tagwerk begann damit, dass sie das Frühstück zubereitete und das Empfangszimmer, den öffentlichsten Raum eines viktorianischen Haushaltes, auskehrte. Jane Carlyle führte dabei auch körperlich schwere Arbeiten selbst aus, wie beispielsweise den Ofen zu reinigen und ihr Bett selbst zu machen. Anders als heute stellte Letzteres eine zeitaufwändige Tätigkeit dar: Matratzen waren zu der damaligen Zeit ausschließlich aus organischem Material gefertigt und üblich war die Verwendung von mehr als einer Matratze: Es waren damals nämlich auch noch in wohlhabenden Haushalten Strohmatratzen gebräuchlich, die unter der eigentlichen Matratze lagen, die aus Pferde- oder Kuhhaar gefertigt waren. Diese Matratzen mussten täglich gewendet und aufgeschüttelt werden, da andernfalls das organische Material verfilzte und verklumpte. Ein Bett zu machen, bedeutete entsprechend, das gesamte Bettzeug auseinanderzunehmen und neu zusammenzusetzen. Es gibt aus der ersten Hälfte des 20. Jahrhunderts genaue Studien, die den Zeitaufwand für ein vollständig gemachtes Bett auf 30 Minuten schätzen. Trotz ihrer Bereitschaft, auch Arbeiten auszuführen, die nach damaligen sozialen Normen nicht mit der Lebensführung einer Dame vereinbar waren, entließ Jane Carlyle 1852 ihr Hausmädchen, weil es so schwerhörig war, dass es das Klingeln der Hausglocke nicht vernahm. Als Hausherrin selber die Tür zu öffnen, war zur damaligen Zeit undenkbar.
Zu Beginn ihrer Ehe fertigte Jane Carlyle auch die Strümpfe und die Hemden ihres Mannes selbst an, beendete diese Praxis aber, als es nach den ersten Erfolgen von Thomas Carlyle dem Ehepaar finanziell etwas besser ging. Jane Carlyle beschränkte sich danach darauf, die Wäsche ihres Haushaltes zu flicken.
Wie bereits erwähnt, waren in Jane und Thomas Carlyles Haus immer wieder intellektuell führende Persönlichkeiten zu Gast. Einladungen wurden von dem Ehepaar in den 1850er Jahren meist für 19 Uhr ausgesprochen und waren eine Einladung lediglich zum Tee. Die Carlyles gehörten damit zu den Haushalten, die das Dinner als die Hauptmahlzeit des Tages sehr früh im Verlauf des Nachmittags einnahmen. Dies wurde in den 1850er Jahren zwar zunehmend unmodern, erlaubte den Carlyles aber, mit ihrer begrenzten Dienstbotenzahl Gastgeber einer größeren Runde von Personen zu sein, ohne eine zu große finanzielle Verpflichtung einzugehen.

## Referenzen in Literatur und Kunst
- Annette von Droste-Hülshoff: Perdu, oder: Dichter, Verleger und Blaustrümpfe. Lustspiel in einem Act (1840/1886)"FRAU VON THIELEN heftet ihre Augen auf ein hochstehendes Buch. Herr Seybold, Sie sehen schärfer als ich; stehn dort die Schriften der Jane Baillie? [...] Eine ausgezeichnete Schriftstellerin!"[13]

## Einzelbelege
1. ↑  Judith Flanders: The Victorian House: Domestic Life from Childbirth to Deathbed. Harper Perennial. London 2003. ISBN 0-00-713189-5.
2. ↑  John Sutherland und Stephen Fender: Love, Sex, Dath & Words: Surprising Tales from a Year in Literature. Icon Books, London 2011, ISBN 978-1-84831-269-2. S. 442.
3. ↑  John Sutherland und Stephen Fender: Love, Sex, Dath & Words: Surprising Tales from a Year in Literature. Icon Books, London 2011, ISBN 978-1-84831-269-2. S. 150
4. ↑   Flanders: The Victorian House: Domestic Life from Childbirth to Deathbed.S. 96.
5. 1 2 3   Flanders: The Victorian House: Domestic Life from Childbirth to Deathbed. S. 13.
6. ↑   Flanders: The Victorian House: Domestic Life from Childbirth to Deathbed.S. 2.
7. ↑   Flanders: The Victorian House: Domestic Life from Childbirth to Deathbed.S. 385.
8. ↑   Flanders: The Victorian House: Domestic Life from Childbirth to Deathbed.S. 207.
9. ↑  Ben Highmore: The Great Indoors: At Home in the Modern British House. Profile Books London 2014, ISBN 978-1-84765-346-8. S. 171.
10. ↑   Flanders: The Victorian House: Domestic Life from Childbirth to Deathbed.S. 208.
11. ↑   Flanders: The Victorian House: Domestic Life from Childbirth to Deathbed.S. 263.
12. ↑   Flanders: The Victorian House: Domestic Life from Childbirth to Deathbed.S. 231.
13. ↑  Google Books

| Personendaten    | Personendaten                                                  |
| ---------------- | -------------------------------------------------------------- |
| NAME             | Carlyle, Jane Welsh                                            |
| ALTERNATIVNAMEN  | Welsh, Jane Baillie (Geburtsname)                              |
| KURZBESCHREIBUNG | britische Salonnière, Briefautorin und Frau von Thomas Carlyle |
| GEBURTSDATUM     | 14. Juli 1801                                                  |
| GEBURTSORT       | Haddington, Schottland                                         |
| STERBEDATUM      | 21. April 1866                                                 |
| STERBEORT        | Hyde Park, London                                              |